# Michael Fabbri
Michael Fabbri (Faenza, 8 dicembre 1983) è un arbitro di calcio italiano.

## Carriera
Appartiene alla sezione AIA di Ravenna. Arbitro effettivo dalla stagione sportiva 2000-2001, dopo la trafila nelle serie minori approda in Lega Pro per la stagione sportiva 2009-2010. Dopo tre anni, nell'estate 2012, viene promosso in Serie B.
L'8 maggio 2013, dirigendo Cagliari-Parma, fa il suo esordio in Serie A, categoria in cui dirige altre quattro gare nel corso delle stagioni successive, prima di essere definitivamente promosso il 1º luglio 2015.
Il 12 dicembre 2018, viene reso pubblico il suo inserimento nella lista degli arbitri internazionali FIFA a partire dal 1º gennaio 2019.
Il 1º settembre 2020 viene inserito nell'organico della CAN A-B, nata dall’accorpamento di CAN A e CAN B: dirigerà sia in Serie A che in Serie B. Nella stagione 2020-2021 viene designato in 14 partite del massimo campionato e in 4 in cadetteria.
Dal 1º gennaio al 31 dicembre 2021 figura nella lista dei Video Match Officials (ufficiali di gara che svolgono la funzione di VAR) della FIFA.
Al termine della stagione 2020-2021 ha diretto 97 partite in Serie A.
Il 2 marzo 2022 dirige AEK Atene-PAOK Salonicco, gara della Greek Super League (il massimo campionato di Grecia), con gli assistenti arbitrali Valerio Colarossi e Filippo Valeriani e il VAR Gianluca Aureliano, tutti italiani.
Il 13 aprile 2022, nell'ambito di una collaborazione tra l'AIA e la Federazione Cipriota, è VAR in un quarto di finale della Coppa Nazionale di Cipro, Omonia Nicosia-AEL Limassol, diretta dall'italiano Livio Marinelli.
Il 27 aprile 2022 è VAR in Olympiakos-PAOK Salonicco, semifinale di ritorno della Coppa Nazionale di Grecia, diretta dall'italiano Daniele Chiffi insieme agli assistenti arbitrali Davide Imperiale e Alessio Berti.
Il 12 settembre 2022 è VAR nell'amichevole Scozia-Inghilterra, la più antica rivalità tra nazionali nella storia del calcio (la prima partita tra Scozia e Inghilterra avvenne nel 1872), diretta da Davide Massa, su richiesta della Federazione Scozzese all'AIA di affidare la direzione della partita ad una squadra arbitrale interamente italiana.
Il 24 maggio 2023 svolge la funzione di quarto ufficiale nella finale di Coppa Italia, Fiorentina-Inter, arbitrata da Massimiliano Irrati e vinta 2-1 dai nerazzurri.
Il 4 novembre 2023, nell'ambito di una collaborazione tra l'AIA e la Federazione Calcistica degli Emirati Arabi Uniti dirige una partita del massimo campionato locale, la UAE League, ovvero Ajman-Al Wahda. È affiancato dagli assistenti Marco Bresmes e Davide Imperiale e dal VAR Gianluca Aureliano.